# Gogaran
Gogaran (in armeno Գոգարան?) è un comune di 1 182 abitanti (2008) della Provincia di Lori in Armenia.